# Villa Álzaga Unzué
La Villa Álzaga Unzué è una storica residenza della città di Mar del Plata in Argentina.

## Storia
La villa venne eretta nel 1929 per volere di Rodolfo Álzaga Unzué, esponente di una nota famiglia di Buenos Aires, il quale ne commissionò il progetto agli architetti Acevedo, Becú e Moreno. I lavori di costruzione vennero eseguiti invece dall'impresa di costruzioni Arturo Lemni. Il giardino venne invece curato dall'architetto paesaggista Carlos Thays. La cura con la quale venne progettata e realizzata valse alla villa il secondo premio in un concorso di facciate organizzato dalla commissione Pro Mar del Plata nel 1929.
Dal 1989 l'edificio ospita la sede di un istituto scolastico privato.

## Descrizione
L'edificio, che sorge in posizione panoramica con vista sul mare, presenta uno stile di derivazione inglese che la colloca nella corrente dell'architettura di stampo pittoresco.
La villa presenta una pianta a "L" e si sviluppa su due livelli più un sottotetto. L'ala principale ospitava in origine le stanze principali mentre quella minore i garage e le stanze degli ospiti. Nell'angolo tra le due ali si articola un volume cilindrico, tipico espediente delle composizioni di stampo pittoresco. L'ingresso è preceduto da un porticato merlato. Diversi camini, bovindi, tetti spioventi e un rivestimento in pietra locale e a falso graticcio completano le facciate.